# 李清彪 (1941年)
李清彪（1941年—），男，河南商水人，中华人民共和国政治人物，曾任中共南阳市委书记，河南省政协副主席。